# Protipochus vandykei
Protipochus vandykei är en skalbaggsart som beskrevs av Henry Frederick Wickham 1914. Protipochus vandykei ingår i släktet Protipochus och familjen långhorningar. Inga underarter finns listade i Catalogue of Life.